# Parc naturel de la Serra da Estrela

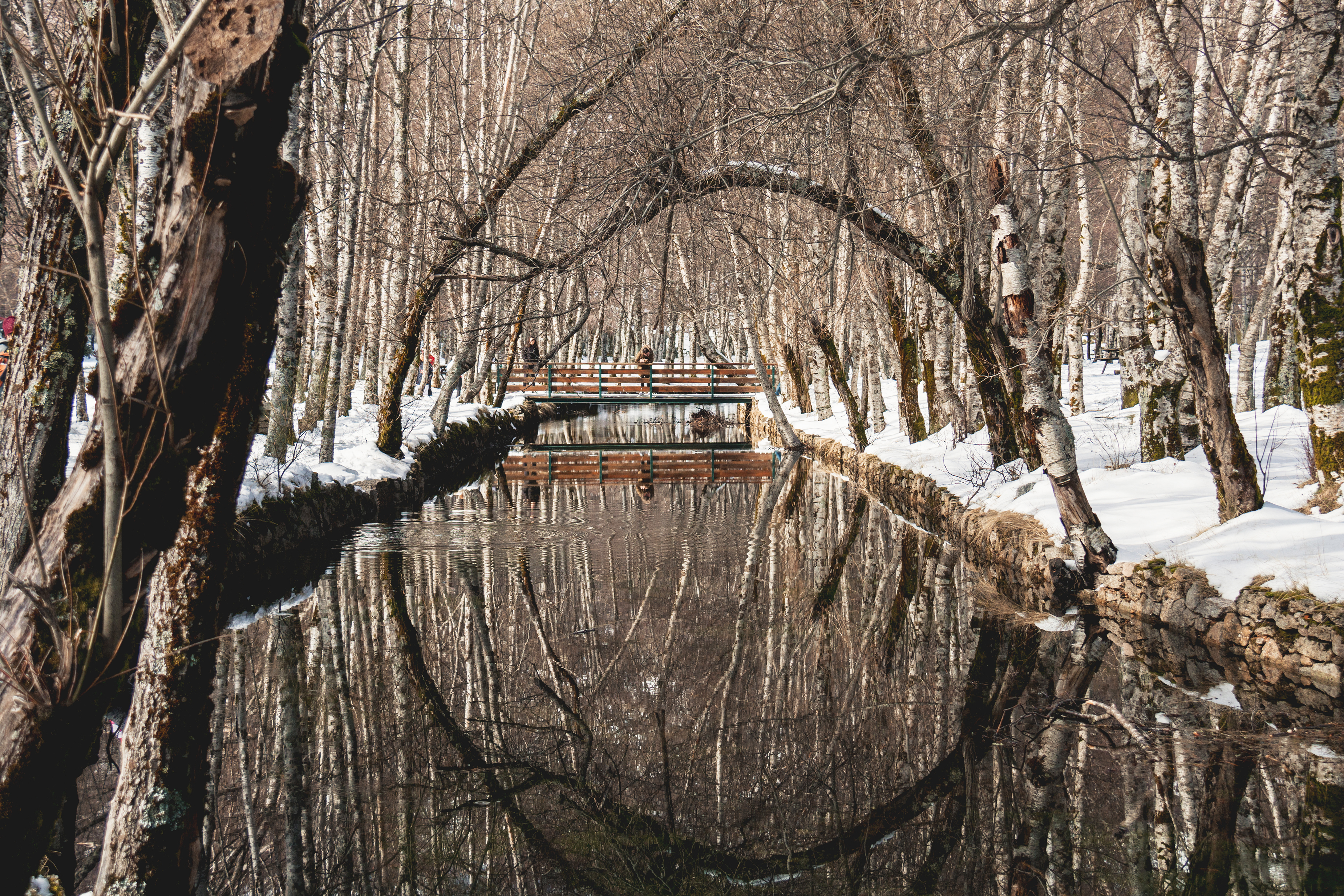
Le Covão d'Ametade dans le parc naturel de la Serra da Estrela. Janvier 2020.

Situé dans la serra da Estrela, la parc naturel de la Serra da Estrela couvre une partie significative de cette montagne, qui est la plus haute du Portugal continental. Le parc est situé au centre-nord du Portugal, sur les districts de Guarda et Castelo Branco. Composé de massifs rocheux de granit, de schiste, et marqué par l'érosion glaciaire, l'altitude élevée et la situation du parc naturel en font un des lieux les plus arrosés du pays.

## Climat

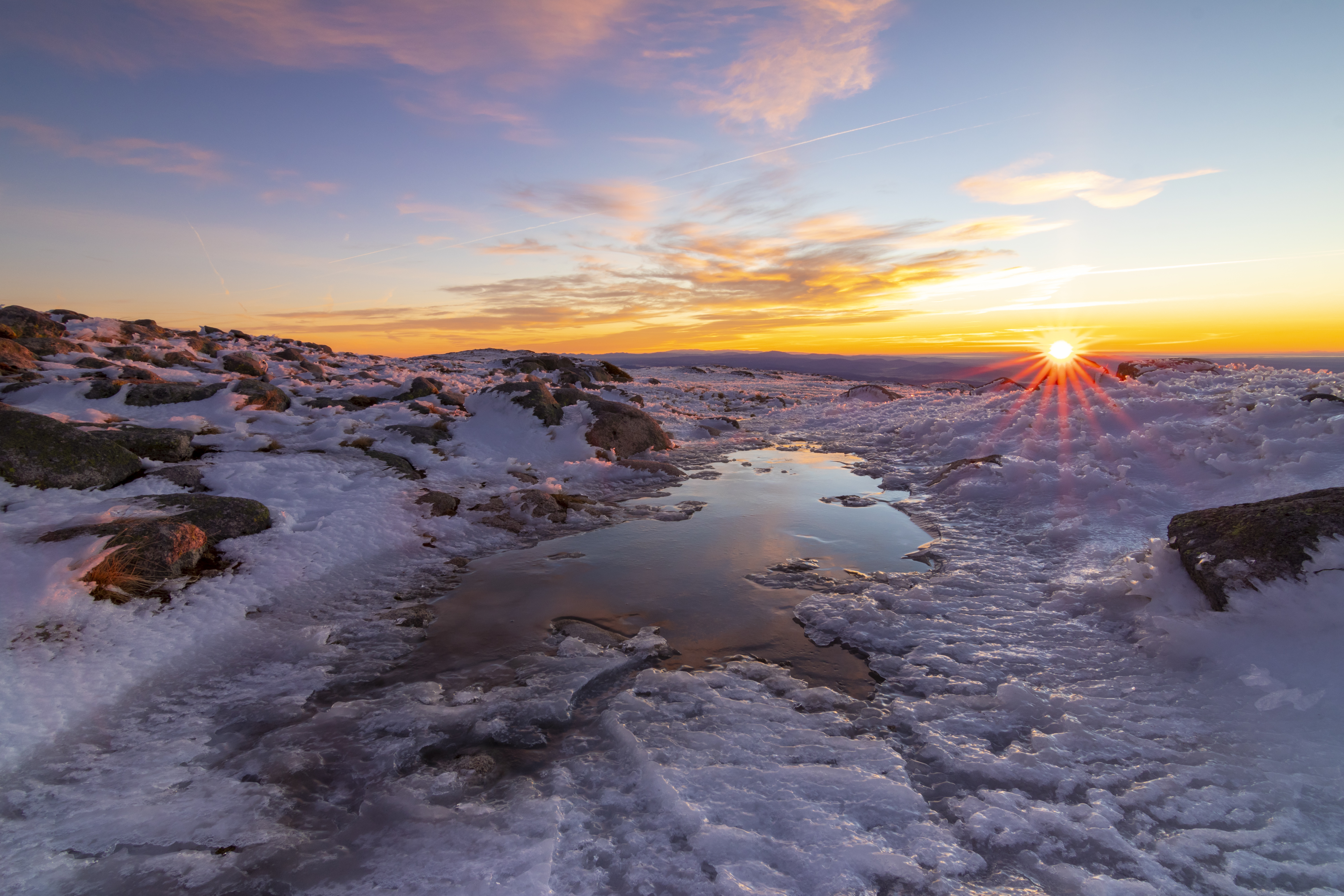
Le parc naturel sous le gel. Janvier 2022.

La région possède un climat tempéré de montagne.

## Faune
Parmi les espèces naturelles notables, outre quelques espèces végétales uniques au Portugal, parmi la faune se détachent le loup (canis lupus), le sanglier, la loutre et le renard. Le parc entretient des parcours pédestres signalés.

## Statut légal et conservation
Depuis 2000, le parc est intégré au réseau Natura 2000. 
Depuis 2005, le parc est classé Site Ramsar pour l'importance de ses zones humides. Depuis 2020, le parc est classé Géoparc par l'UNESCO.